# Ricardo Costa (réalisateur)
 (septembre 2019).
Pour les articles homonymes, voir Ricardo Costa et Costa.
Ricardo Costa est un réalisateur et producteur portugais, né le 25 janvier 1940 à Peniche (Portugal) et mort le 8 juillet 2021.
Il a aussi écrit des textes sur le cinéma, la vision et le langage,,.

## Œuvre
Son œuvre est composée essentiellement de films documentaires, beaucoup d'eux contaminés par la fiction (docufiction et ethnofiction). Il se sert des techniques du cinéma direct non seulement comme un outil pour l’ethnographie de sauvegarde ((en)) qu’il pratique filmant des cas exemplaires de la condition humaine, mais aussi comme un instrument qui l’aide à créer une musique filmique d’un style poétique sobre et assez personnel pouvant intéresser à la fois les cinéphiles et un public plus large.
Son long métrage, Brumes, fut sélectionné au 60e Festival International de Venise en 2003. Il est sorti à New York au Cinéma Quad en avril de 2011. Brumes est le premier film d’une trilogie autobiographique de docufictions, Lointains (Longes), suivi par Dérives (Derivas), film sorti au Portugal en 2016. Le dernier film de cet ensemble, Falaises (Arribas), est un retour du « héros » sur les lieux de Brumas (Brumes), son pays natal, où il fait des découvertes étonnantes et se voit face à des personnages troublants.

## Histoire

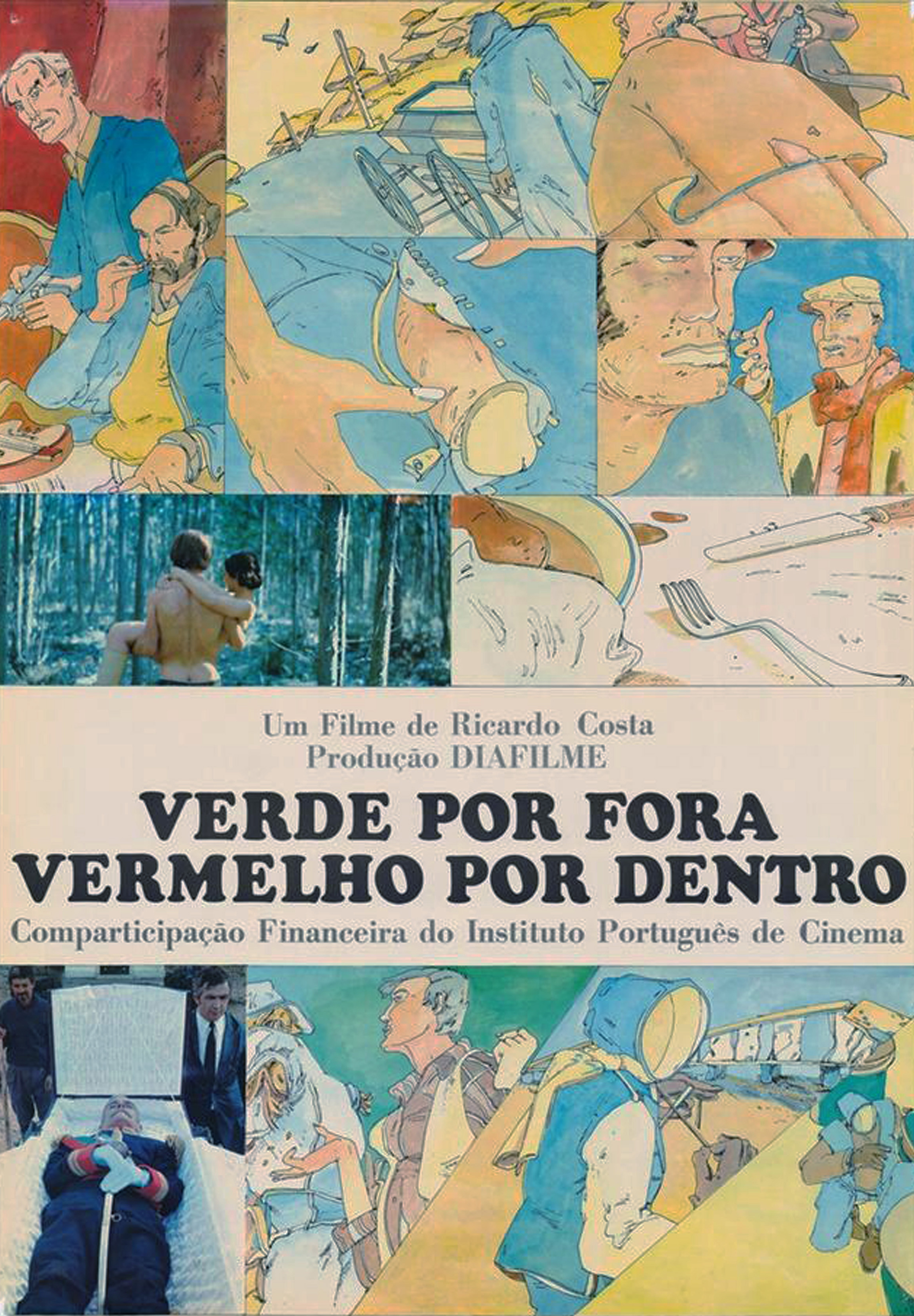
Affiche du film Verde por Fora, Vermelho por Dentro (1980)

D'une certaine façon séduits par l’idée qui explique une phrase de Marcel Mauss, anthropologue et sociologue français, (« Il y a plus de poésie dans un grain de réalité que dans tous les cerveaux des  poètes »), certains cinéastes du Portugal, en particulier après la révolution des Œillets, ont parcouru leur pays d’un bout à l’autre, caméra à la main. Avec des fonds publics ou en coproduction avec la RTP (Radio Télévision du Portugal), quelques-uns font du cinéma militant, mais non dépourvu de charme, d’autres simplement des films où le réel se manifeste avec cette mystérieuse épaisseur poétique dont parlait Mauss. Des films tournés avec peu d’argent mais en pleine liberté. Le « cinéma engagé », genre qui englobe la plupart de ces films, persisterait pendant quelques années et laisserait des ouvrages importants ou même remarquables, certains entre-temps oubliés.
Outre la motivation politique, d'autres cinéastes plus sensibles à l'expression poétique (António Reis, Margarida Cordeiro, António Campos, Ricardo Costa) s'engagent à dévoiler des réalités moins visibles, quelque chose de plus profond dans la vie de certains villages et de certaines personnes. Ils s'identifient davantage à Viegas Guerreiro, qui participe au film “Pitões, village de Barroso” en tant que consultant ethnographique et acteur dans l'une des séquences de ce film (voir en anglais : Barroso) .
La grande majorité des cinéastes portugais se sont alors mis à questioner la dictature de Salazar dans laquelle ils ont vécu dans leur jeunesse. En raison de cet état de fait, le Portugal a enregistré depuis longtemps un retard économique considérable par rapport à la plupart des pays européens,. Cela a déclenché un courant d'émigration massive dans les années 1960 dans les zones rurales et, un peu moins connu, dans les zones côtières,. D'autre part, cela signifie que, dans ces lieux reculés, les traditions laïques, les usages communautaires et les pratiques d'entraide sont restés intacts.
Des personnages mythiques et réels interagissent à la fois dans les récits traditionnels et dans la vie de notre temps. Ils représentent des héros qui incarnent les valeurs de la civilisation. Dans son livre Essai sur le don, Marcel Mauss affirme que les sociétés rurales (telles que celles montrées dans certains films portugais des années 1960 et 1970) utilisent des «(…) anciens systèmes d’ échange centrés sur l'obligation de donner, de recevoir et surtout de pratiquer des pratiques réciproques» (…) Mauss refuse ainsi la tradition anglaise de la pensée libérale, comme l’utilitarisme, en tant que distorsions des pratiques humaines d’échange, qui on pratique depuis toujours.
Ce souci est partagé par la majorité des cinéastes portugais qui réagissent à la dictature de Salazar, à laquelle ils ont dû se soumettre pendant plus de quarante ans. La dictature s'achève avec la révolution des Œillets, le 25 avril 1974. Certains de ces cinéastes ont choisi de s'identifier à la pensée de Mauss à travers la pratique du cinéma militant, faisant des films exaltés. Des pêcheurs ou des paysans dans des paysages similaires, des combattants épiques dans des guerres moins remarquables, ont été étudiés par ((pt)) Viegas Guerreiro, qui est parvenu en tant que ethnologue à une conclusion identique à celle de Mauss.

## Biographie
Ricardo Costa achève ses études en 1967 à la Faculté de Lettres de Lisbonne où, après avoir soutenu une thèse sur les romans de Kafka ('Franz Kafka, une écriture à l’envers'), il obtient le grade de docteur en lettres (1969). 
Il est professeur au lycée et éditeur d’ouvrages sociologiques, de textes d'avant-garde, littérature et cinéma (pt: Mondar editores). Après la révolution des Œillets, en avril 1974, il devient réalisateur et producteur professionnel. Il est partenaire de la coopérative de cinéma GRUPO ZERO, avec João César Monteiro, Jorge Silva Melo, Alberto Seixas Santos et d’autres. Il s'engage comme producteur indépendant avec Diafilme, où il produit plusieurs de ses films et certains d’autres réalisateurs. Il organise des projections et cycles de cinéma à Paris (Cinémathèque française et au Musée de l'Homme),,,,,,
D'une certaine façon séduits par l’idée qui explique une phrase de Marcel Mauss, anthropologue et sociologue français, (« Il y a plus de poésie dans un grain de réalité que dans tous les cerveaux des  poètes »), certains cinéastes du Portugal, en particulier après la révolution des Œillets, ont parcouru leur pays d’un bout à l’autre, caméra à la main. Avec des fonds publics ou en coproduction avec la RTP (Radio-télévision du Portugal), quelques-uns font du cinéma militant, mais non dépourvu de charme, d’autres simplement des films où le réel se manifeste avec cette mystérieuse épaisseur poétique dont parlait Mauss. Des films tournés avec peu d’argent mais en pleine liberté. Le « cinéma engagé », genre qui englobe la plupart de ces films, persisterait pendant quelques années et laisserait des ouvrages importants ou même remarquables, certains entre-temps oubliés.
Précédés par Manoel de Oliveira avec Le Mystère du printemps, ces cinéastes s’identifient ainsi, non sans soucis esthétiques, par la pratique de  l’anthropologie visuelle, tels que António Campos, António Reis, João César Monteiro, Ricardo Costa ou Pedro Costa. Assez soucieux de son indépendance, Ricardo Costa, lui aussi, suit plutôt cette idée que le désir de changer le monde, ce qui est désiré par la plupart des jeunes réalisateurs portugais qui ont subi les traumas de la dictature de Salazar. Maintenant ils font des films politiques pour que leur pays se guérisse de ses plaies et respire. Essayant le même d’une autre façon, Costa cultive un style où le réel se transfigure en expression poétique, en portrait, en point d'interrogation sur un temps qui échappe au temps. La mise en scène, le versant fictionnel, sera pour lui une tentation permanente.

### Frontière, fiction et fait

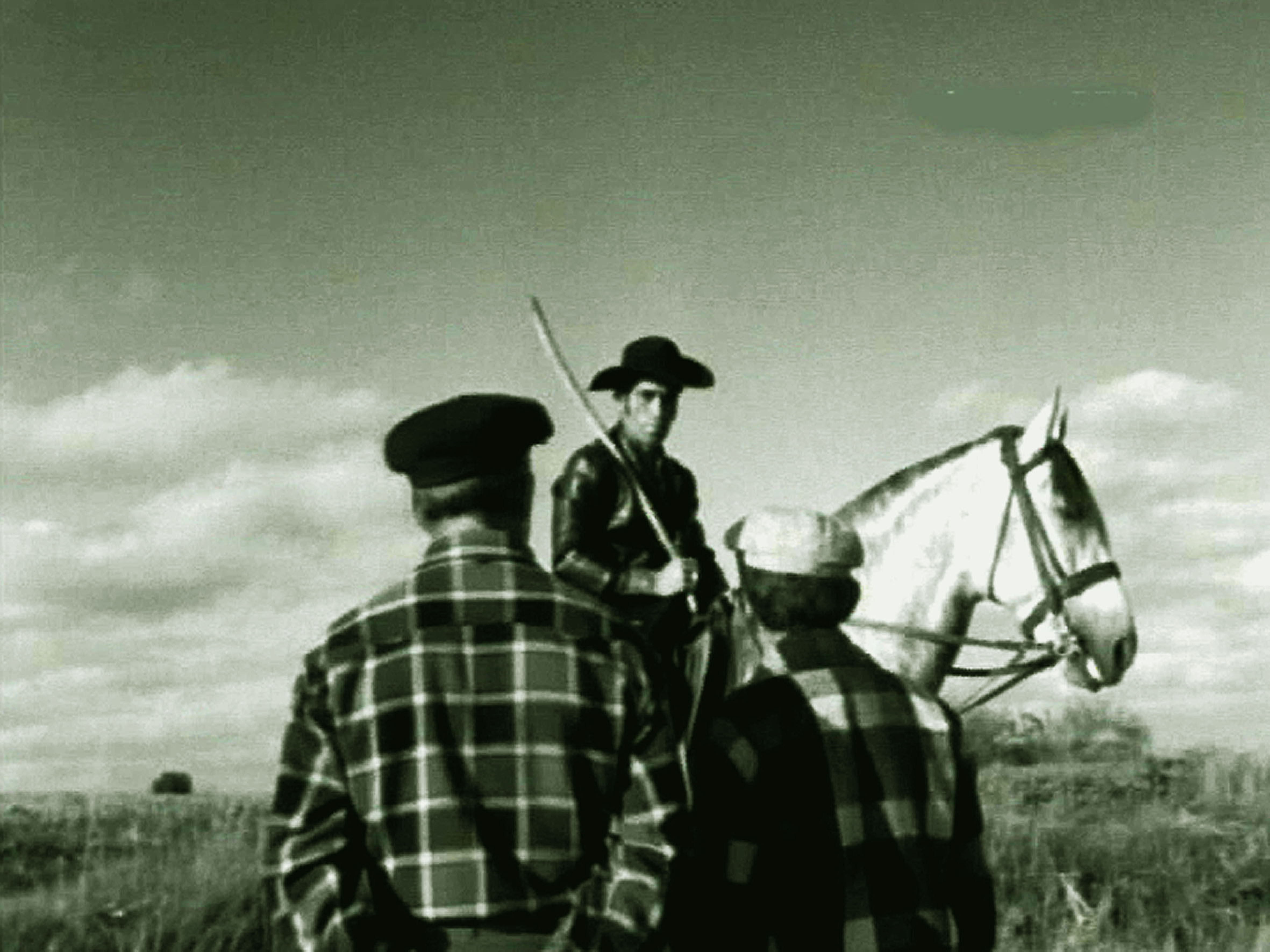
Manuel Pardal (à droite) avec un ami face au contremaître

Brumes est sorti en première mondiale à la Mostra de Venise 2003, section Nouveaux Territoires, dans trois salles différentes à des jours différents. La jeune fille de Francis Ford Coppola, la belle Sofia Coppola, participa aussi au festival avec son deuxième long métrage Lost in Translation, de même que le vétéran Jim Jarmusch, « le maverik du cinéma », son huitième long métrage Café et cigarettes. La première projection de Brumes a eu un seul spectateur : le réalisateur. Cela fait toute la différence. Dans ce cas également, ce qui fait la différence, c'est que, malheureusement, les démons, plus que les anges, hantent l'univers du cinéma.
Jean Rouch se laissa séduire par des créatures pareilles, s’échauffant un peu trop et d’une fois pour toutes. Il est tombé amoureux de plus d'une charmante « veuve de 15 ans », dans son unique œuvre de fiction. Pour ceux qui le connaissent, une telle connerie ne serait pas surprenante puisqu'il est connu comme le « transporteur de la mémoire des mondes ». Lionel Rogosin, quelqu'un que Rouch n'a jamais rencontré et dont il n'a probablement jamais entendu parler, est un autre. Le premier fût Robert Flaherty, quelques années avant. Le point commun entre Rouch et Rogosin est que chacun a été influencé par ce pionnier. Cela a beaucoup à voir avec l'histoire du cinéma des années 1960 et 1970, qui a culminé au début des années 1980 avec la Nouvelle Vague américaine.
Cela n'a rien à voir avec le cinéma commercial, mais avec les  films d'art et d’essai et avec l’ équipement nécessaire à leur fabrication. Rogosin a dû utiliser des caméras de 35 mm assez lourdes et des magnétophones très lourds aussi, tandis que Rouch a tout simplement pensé à créer des appareils légers pour ces fonctions, ce qu’il a fait. Il est allé encore plus loin contribuant non seulement à la création de caméras 16 mm légères mais aussi de magnétophones robustes et si légers. Le prototype de la célèbre caméra 16 mm Éclair-Coutant résulta d’une expérience technique engendrée par Rouch et André Coutant,. L’adapation du magnestoscpe Nagra au cinema fût une conséquence du travail de Rouch avec Stefan Kudelski. 
De là, plusieurs modèles de caméras synchrones de 16 mm ont été fabriqués en Europe et aux États-Unis. La plupart des cinéastes portugais et la RTP ont opté pour l’Éclair 16. Certains d'entre eux avaient des caméras allemandes Arriflex, qui sont devenues inutilisables parce qu'elles étaient trop chères et lourdes, et d'autres des appareils comme la caméra américaine CP (beaucoup plus légère et moins chère mais pas si bonne), qui pourrait enregistrer le son sur une mince bande magnétique du film. Diafilme, la société dirigée par Ricardo Costa, utilisait une Coutant et une CP.
La conception de la plupart des caméras numériques modernes est inspirée du modèle Éclair-Coutant de 16 mm. Ricardo Costa s’est acheté un de ces equipents, une caméra Ikegami DVCpro25 (ayant la moitié de résolution du système DVCpro50) pour tourner Paroles (1998), les entretiens avec Jean Rouch au musée de l'Homme, à Paris. Cette caméra serait utilisée pour les tournages de Brumes et de Dérives en 2017. Entre-temps, la vidéo d'haute définition est apparue et les caméras portables sont devenues beaucoup plus petites, ce qui vous permet de filmer beaucoup plus facilement. Des caméras manœuvrées au bout de deux doigts seraient utilisées pour filmer Arribas (Falaises) à Peniche, sur les pentes de l'extrémité ouest de l'Eurasie.
Ainsi convergent deux lignes narratives dans le film Paroles : l’une de nature technique et l’autre de nature anthropologique, consistant en des récits de la tradition orale qui sont plus que des « mots en mouvement »,,,, des images qui nous amènent dans des endroits en frontières extrêmes, dans un passé lointain, pour nous aider à comprendre ce que sera l'avenir. À la suite de l'héritage de Rouch, ces lignes convergent aussi dans le dernier chapitre de la trilogie Lointains dans lequel le «héros», le photographe sans salaire, sans espoir et sans choix, se filme lui-même tout seul, tentant de déchiffrer l’énigme d’un primitif cordé marin, un tout petit verme fossil qu’il découvre par hasard, parmi beaucoup d'autres mystérieuses créatures, sur les pentes de sa ville natale.

## Écrits
- Voir tous en ligne : Écrits

### Articles
En portugais :
- 1982 – « O olhar antes do cinema » (Le regard avant le cinéma :  éléments récurrents dans le documentaire de création (pt)[38]
- 2000 – « A outra face do espelho » L’autre face du miroir : Jean Rouch et l’autre (la contribution décisive de Jean Rouch pour la réinvention du documentaire).
- 2017 – « Jean Rouch do avesso » Jean Rouch à l’envers (annexe à l’article précédent : les incursions de Jean Rouch dans la fiction; l’ethnofiction en tant que portrait des 'indigènes' de Paris dans leur environnement naturel).

En anglais :
- « Having to create » – article sur la condition humaine
- « Having to be » – article sur la force vitale et la Terre
- « Having to see » – article sur la perception visuelle
- « Having to do » – article sur l’ intelligence des plantes
- « Lecture » – version écrite du discours à la Fondation Calouste-Gulbenkian à Lisbonne (II Rencontre Internationalle de l'Histoire Orale du Cinéma Portugais, le 19 septembre 2019)

### Essais
Les essais de Ricardo Costa ne sont pas encore traduits en français. Ils se retrouvent en ligne sous la désignation de A linha do olhar ("la ligne du regard", cinéma et métamorphose, perception et image) :
En portugais :
- 1997 – Os olhos e o cinema (Les yeux et le cinéma (premier volume de “La ligne du regard” : étude théorique et historique sur l'évolution du cinéma depuis son invention, soulignant la contribution décisive de Georges Méliès).
- 2000 – Olhos no ecrã (Les yeux dans l’écran – second volume de “La ligne du regard”; le texte développe les thèmes de l'essai précédent soulignant les idées et les théories qui ont le plus contribué à l'évolution de l'art du cinéma).
- 2002 – Os olhos da ideia (Les yeux de l’idée) – troisième et dernier volume de "La ligne du regard"; cet essai projette l'essentiel des précédents, qui versent sur la théorie du cinéma, les limitant à la vision et au langage, ouvrant des perspectives sur le concept central de l'Idée, d’après Platon et Aristote, et l'analyse en tant que conditionné par l'intentionnalité.

En anglais :
- 2020 – Happiness from the past to the future (étude illustré du concept et de ses implications dès  la Grèce antique au futur proche)

### Textes pédagogiques
Techniques, nomenclature et esthétique du film.
En portugais :
- 2010  – Linguagem do cinema (Langage du cinéma – Cette étude rassemble des informations pouvant être utiles aux professionnels, étudiants ou chercheurs.

## Filmographie

### Longs-métrages
- 1976 : Avieiros[39]
- 1976 : Mau Tempo, Marés e Mudança (pt)
- 1979 : Castro Laboreiro[40]
- 1979 : Pitões, Aldeia do Barroso - Pitões, village du Barroso
- 1980 : Verde por Fora, Vermelho por Dentro (pt)
- 1981 : O Pão e o Vinho (pt)
- 1981 : Loin est la ville (pt) (Longe É a Cidade)
- 1981 : Ao Fundo desta Estrada - Au bout de cette route
- 1985 : O Nosso Futebol - Nôtre football
  - 2003 : Brumes
  - 2016 : Dérives
  - 2017 : Falaises[41]

### Autres genres
- 1989 (production) / 2006 (montage) : Paroles : entretiens avec Jean Rouch[42].

### Courts et moyens métrages
- 1974 : No Fundo de Tróia - Au fond de Troia
- 1974 : Apanhadores de Algas - Attrapeurs d'algues
- 1974 : Agar-agar
- 1975 : Tresmalho - Le Tramail
- 1975 : O Trol - Le ligne
- 1975 : O Arrasto - Le chalut
- 1975 : Oceanografia Biológica - Océanographie biologique
- 1975 : Ti Zaragata e a Bateira - L'oncle Zaragata et sa barque
- 1975 : Pesca da Sardinha - Pêche à la sardine
- 1975 : Conchinha do Mar - Coquillage de mer
- 1975 : Às vezes custa - Parfois c'est dur[43]
- 1975 : A Sacada - Une pêche miraculleuse
- 1976 : Os Irmãos Severo e os Cem Polvos - Les Frères Severo et les cent pieuvres
- 1976 : À Flor do Mar - À fleur de mer
- 1976 : A Colher - La Cuillère
- 1976 : O Velho e o Novo - Le vieil et le nouveau
- 1976 : A Falta e a Fartura - La détresse et l'abondance
- 1976 : Quem só muda de Camisa - Changer de chemise
- 1976 : A Máquina do Dinheiro - La machine de l'argent
- 1976 : Viver do Mar - Vivre de la mer
- 1976 : Uma Perdiz na Gaiola - Un perdrix en cage
- 1976 : Nas Voltas do Rio - Sur le fleuve
- 1976 : O Submarino de Vidro - Le sous-marin de verre
- 1976 : Les œillets d'Avril[44]
- 1977 : Das Ruínas do Império - Sur les ruines de l’empire[45]
- 1977 : E do Mar Nasceu - Né de la mer
- 1978 : Música do Quotidiano - La musique de tous les jours
- 1978 : Abril no Minn) Avril au Minho
- 1979 : A Lampreia - La lamproie
- 1979 : A Coca - Saint Georges et le dragon
- 1979 : Histórias de Baçal - Récits de Baçal
- 1979 : Esta aldeia, Rio de Onor Ce village, Rio de Onor
- 1979 : O Pisão - Le moulin à foullon
- 1979 : A Feira - La foire
- 1979 : O Outro Jogo - L'autre jeu
- 1980 : Joaquim da Loiça - Joaquim da Loiça
- 1980 : Pastores da Serra da Estrela - Bergers de la Serra da Estrela
- 1980 : Barcos de Peniche - Bateaux de Peniche
- 1980 : O Parque Nacional de Montesinho - Le Parc National de Montesinho
- 1982 : Lisboa e o Mar - Lisbonne et la Mer (Lisbonne et le Tribunal international du droit de la mer) - pour l'UNESCO
- 2014 : GIG[46]

#### Articles
- (pt) O Cais do Olhar par José de Matos-Cruz, Cinémathèque portugaise, 1999
- Ricardo Costa et les images qui coulent, article par José de Matos-Cruz
- Le cinéma portugais, article par Jonathan Hachey, (2004)